# 海南西環高速鉄道
海南西環高速鉄道（かいなんさいかんこうそくてつどう、中文表記: 海南西环高速铁路、英文表記: Hainan Weatern Ring High-Speed Railway）は中華人民共和国海南省の高速鉄道路線である。海南東環高速鉄道と併せて海南環島高鉄（海南环岛高铁）と呼ばれることがかなりあり、実際、環状運転を行っている列車もかなりある。海口市と三亜市とを海南島西岸に沿って結び、儋州市、昌江リー族自治県、東方市、楽東リー族自治県を経由する。

## 概要
海南西環高速鉄道は、中国の高速鉄道の中では、「都市間鉄道」（城际铁路）に分類される。鉄道部と海南省、海南省発展控股有限公司が共同出資し、海南发展控股有限公司が設立された。2012年9月18日にまず、三亜～鳳凰空港間で着工、2013年9月に、残る鳳凰空港～海口間を着工、2015年6月30日に全線軌道敷設が完了し、同年12月30日に開業した。総事業費は271億元。この海南西環高速鉄道の開通に伴い、海南島の高鉄環状運転が可能になった(海口駅でスイッチバックする線形になっているが、環状運転する高鉄は海口駅南方の短絡線を通るため、方向転換無しでの環状運転が可能)。
複線電化であり、電車列車による旅客運輸を主とする。路線全長は345kmで、設計上の最高速度は200km/hである。16駅が設けられ、海口駅、海口東駅、三亜駅が都市間列車の始発着駅となっている。

## 歴史
- 2012年9月13日 - 三亜～鳳凰空港間先行着工。
- 2013年9月 - 鳳凰空港～海口着工(全線着工)。
- 2015年12月30日 - 開業。

## 使用車両
CRH1A-A型電車が運用されている。海南東環鉄道と一体となって運用されている。

## 駅一覧
| 駅名       | 駅名         | 駅名                  | 駅間 キロ | 累計 キロ | 接続路線・備考                    | 所在地 | 所在地           | 所在地           |
| 日本語     | 簡体字中国語 | 英語                  | 駅間 キロ | 累計 キロ | 接続路線・備考                    | 所在地 | 所在地           | 所在地           |
| ---------- | ------------ | --------------------- | --------- | --------- | --------------------------------- | ------ | ---------------- | ---------------- |
| 海口駅     | 海口站       | Haikou                | -         | 0         | ■粤海線 ■海南西環線 ■海南東環鉄道 | 海南省 | 海口市           | 秀英区           |
| 老城鎮駅   | 老城镇站     | Laochengzhen          | 13        | 13        |                                   | 海南省 | 澄邁県           | 澄邁県           |
| 福山鎮駅   | 福山镇站     | Fushanzhen            | 22        | 35        |                                   | 海南省 | 澄邁県           | 澄邁県           |
| 臨高南駅   | 临高南站     | Lingao South          | 17        | 52        |                                   | 海南省 | 臨高県           | 臨高県           |
| 銀灘駅     | 银滩站       | Yintan                | 29        | 81        |                                   | 海南省 | 儋州市           | 儋州市           |
| 白馬井駅   | 白马井站     | Baimajing             | 29        | 110       |                                   | 海南省 | 儋州市           | 儋州市           |
| 海頭駅     | 海头站       | Haitou                | 33        | 143       |                                   | 海南省 | 儋州市           | 儋州市           |
| 棋子湾駅   | 棋子湾站     | Qiziwan               | 26        | 169       |                                   | 海南省 | 昌江リー族自治県 | 昌江リー族自治県 |
| 東方駅     | 东方站       | Dongfang              | 31        | 200       | ■海南西環線                       | 海南省 | 東方市           | 東方市           |
| 金月湾駅   | 金月湾站     | Jinyuewan             | 35        | 235       |                                   | 海南省 | 東方市           | 東方市           |
| 尖峰駅     | 尖峰站       | Jianfeng              | 18        | 253       |                                   | 海南省 | 楽東リー族自治県 | 楽東リー族自治県 |
| 黄流駅     | 黄流站       | Huangliu              | 14        | 267       |                                   | 海南省 | 楽東リー族自治県 | 楽東リー族自治県 |
| 楽東駅     | 乐东站       | Ledong                | 15        | 282       |                                   | 海南省 | 楽東リー族自治県 | 楽東リー族自治県 |
| 崖州駅     | 崖州站       | Yazhou                | 26        | 308       |                                   | 海南省 | 三亜市           | 三亜市           |
| 鳳凰空港駅 | 凤凰机场站   | Sanya Phoenix Airport | 28        | 336       | 三亜鳳凰国際空港                  | 海南省 | 三亜市           | 三亜市           |
| 三亜駅     | 三亚站       | Sanya                 | 9         | 345       | ■海南西環線 ■海南東環鉄道         | 海南省 | 三亜市           | 三亜市           |